# تترازن
تترازن (به انگلیسی: Tetrazene) با فرمول شیمیایی H۴N۴ یک ترکیب شیمیایی با شناسه پاب‌کم ۵۴۶۳۲۹۵ است. که جرم مولی آن ۶۰٫۰۶ g/mol می‌باشد. 